# Aladdin Original Motion Picture Soundtrack (2019)
Die Musik zum Film Aladdin von Guy Ritchie, einem Film der Walt-Disney-Studios, wurde von Alan Menken, Benj Pasek und Justin Paul komponiert. Das Album wurde am 22. Mai 2019 veröffentlicht.

## Entstehung

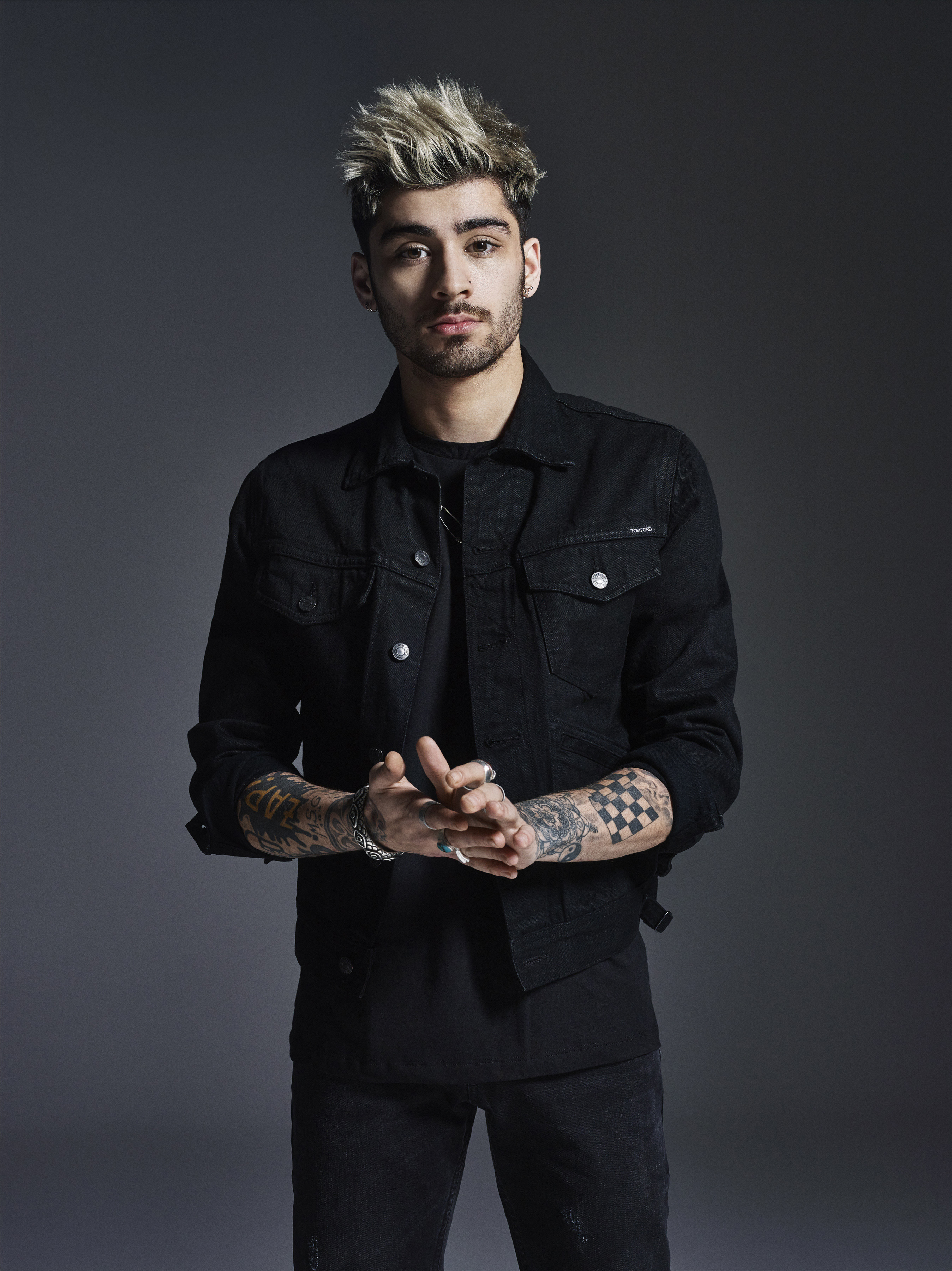
Der britische Sänger Zayn nahm gemeinsam mit Zhavia Ward für das Soundtrack-Album den Filmsong A Whole New World neu auf

Im Juli 2017 wurde bekannt, dass Alan Menken, der bereits die Filmmusik für den Zeichentrickfilm Aladdin von John Musker und Ron Clements aus dem Jahr 1992 komponierte, für dessen Realverfilmung nach der Regie von Guy Ritchie als Komponist zurückkehren und hierbei mit Benj Pasek und Justin Paul zusammenarbeiten wird.
Der von Menken geschriebene Filmsong A Whole New World mit einem Text von Tim Rice wurde von dem britischen Pop- und R&B-Sänger Zayn, der als Mitglied der Boygroup One Direction bekannt wurde, und der US-amerikanischen Sängerin und Songwriterin Zhavia Ward neu aufgenommen.
Neben Menkens Filmmusik und der Neuaufnahme von A Whole New World sind auf dem Soundtrack alle/die Originalsongs aus dem Film enthalten, unter anderem von Will Smith und Mena Massoud, der in der Titelrolle von Aladdin zu sehen ist.

## Veröffentlichung
Das Soundtrack-Album wurde am 22. Mai 2019 als Download und am 24. Mai 2019 auch in physischer Form als CD veröffentlicht. Das Album umfasst insgesamt 37 Musikstücke. Eine Version in Vinyl soll am 16. August 2019 folgen. Zudem veröffentlichte Walt Disney Records im August eine Instrumentalversion des Soundtracks mit 12 ausgewählten Musikstücken.
Bei A Whole New World von Zhavia Wards und Zayn handelt es sich um das Schlussstück des Films.

## Titelliste
1. Arabian Nights (2019) – Will Smith (3:13)
2. One Jump Ahead – Mena Massoud (2:55)
3. One Jump Ahead (Reprise) – Mena Massoud (1:00)
4. Speechless (Part 1) – Naomi Scott (1:17)
5. Friend Like Me – Will Smith (2:35)
6. Prince Ali – Will Smith (3:29)
7. A Whole New World – Mena Massoud & Naomi Scott (2:55)
8. One Jump Ahead (Reprise 2) – Mena Massoud (1:06)
9. Speechless (Part 2) – Naomi Scott (2:24)
10. A Whole New World (End Title) – Zayn & Zhavia Ward (4:02)
11. Friend Like Me (End Title) (feat. DJ Khaled) – Will Smith (2:39)
12. Speechless (Full) – Naomi Scott (3:28)
13. The Big Ship – Alan Menken (1:17)
14. Agrabah Marketplace – Alan Menken (1:53)
15. Aladdin’s Hideout – Alan Menken (1:55)
16. Jasmine Meets Prince Anders – Alan Menken (0:34)
17. Breaking In – Alan Menken (1:46)
18. Returning the Bracelet – Alan Menken (0:58)
19. The Dunes – Alan Menken (0:36)
20. Simple Oil Lamp – Alan Menken (0:52)
21. The Cave of Wonders – Alan Menken (2:43)
22. The Basics – Alan Menken (1:38)
23. Escape from the Cave – Alan Menken (1:09)
24. Prince Ali’s Outfit – Alan Menken (2:18)
25. Until Tomorrow – Alan Menken (2:03)
26. Aladdin’s Second Wish – Alan Menken (2:08)
27. Never Called a Master Friend – Alan Menken (2:25)
28. Harvest Dance – Alan Menken (2:26)
29. Jafar Becomes Sultan – Alan Menken (0:57)
30. Hakim’s Loyalty Tested – Alan Menken (1:14)
31. Most Powerful Sorcerer – Alan Menken (1:28)
32. Carpet Chase – Alan Menken (1:49)
33. Jafar Summons the Storm – Alan Menken (1:20)
34. Jafar’s Final Wish – Alan Menken (3:37)
35. Genie Set Free – Alan Menken (5:36)
36. The Wedding – Alan Menken (1:11)
37. Friend Like Me (Finale) – Alan Menken (1:31)

## Charts und Chartplatzierung
Am 24. Mai 2019 stieg das Album auf Platz 12 in die Soundtrack Album Charts im Vereinigten Königreich und am 31. Mai 2019 auf Platz 11 in die Billboard Soundtrack Album Charts ein. In der Folgewoche landete er dort auf Platz 1.

## Auszeichnungen
Critics’ Choice Movie Awards 2020
- Nominierung als Bester Song (Speechless)

Saturn-Award-Verleihung 2019
- Nominierung für die Beste Filmmusik (Alan Menken)

Teen Choice Awards 2019
- Auszeichnung in der Kategorie Choice Song From A Movie (A Whole New World, Zayn und Zhavia Ward)[7]